# Benny Carter
 Ovo je glavno značenje pojma Benny Carter. Za druga značenja pogledajte Benny Carter (slikar).
Bennett Lester Carter (Harlem, New York, 8. kolovoza 1907. – Los Angeles, Kalifornija, 12. srpnja 2003.), američki jazz saksofonist, klarinetist, trubač, skladatelj, glazbeni aranžer i vođa sastava. S Johnyjem Hodgesom bio je pionir na alto saksofonu. Od početka karijer 20-ih godina 20. stoljeća bio je popularni aranžer, napisao je liste za big band Fletchera Hendersona koji je oblikovao glazbu swinga. Glazbenička karijera trajala mu je vrlo dugo, sve do 90-ih godina 20. stoljeća. Tijekom 1980-ih i 1990-ih, bio je nominiran za osam Grammyja, među kojima i nagrada za životno djelo. U mladosti su ga mati i susjedstvo učili svirati klavir. Svirao je trubu i kratko eksperimentirao s C-melodijskim saksofonom prije nego što je konačno prešao na alto saksofon. 1920-ih je svirao s Juneom Clarkom, Billyjem Paigeom i Earlom Hinesom, a zatim išao na turneje kao član Wilberforce Collegiansa koje je vodio Horace Henderson. Prvi je put snimljen na nosaču zvuka 1927. kao član Paradise Tena koje je vodio Charlie Johnson. Vratio se u Collegianse i postao im vođa sastava tijekom 1929., uključujući i izvedbu u Savoy Ballroomu u New Yorku. Osvojio je tri Grammyja, a devet je puta bio nominiran.

## Film i video
- Thousands Cheer (1943.)
- Amerikanac u Parizu (1951.)
- Clash by Night (1952.)
- Snjegovi Kilimandžara (1952.)
- Jazz at the Smithsonian: Benny Carter (1982.)
- Benny Carter in Japan (1986.)
- Wolf Trap Salutes Dizzy Gillespie (1988.)
- Benny Carter: Symphony in Riffs (1989.)[1]

## Vanjske poveznice
- Službene stranice